# Serrières (Saône-et-Loire)
Pour les articles homonymes, voir Serrières.
 (novembre 2013).
Si vous disposez d'ouvrages ou d'articles de référence ou si vous connaissez des sites web de qualité traitant du thème abordé ici, merci de compléter l'article en donnant les références utiles à sa vérifiabilité et en les liant à la section « Notes et références ».
Serrières est une commune française située dans le département de Saône-et-Loire, en région Bourgogne-Franche-Comté.  

## Géographie
À la croisée du Mâconnais, du Charolais et du Beaujolais, Serrières comporte des cultures variées mêlant vignobles et prairies agricoles, ainsi que des forêts. Le relief est vallonné, la commune est considérée administrativement comme zone de montagne, elle est limitrophe du département du Rhône. Le versant nord-est du signal de la Mère Boitier, qui culmine sur la commune voisine de Tramayes, se situe à Serrières où l'altitude monte jusqu'à 702 m ; il est le point culminant des monts du Mâconnais. La commune est traversée par la rivière de la Petite Grosne, autrefois réputée pour ses écrevisses.

### Climat
Pour des articles plus généraux, voir Climat de la Bourgogne-Franche-Comté et Climat de Saône-et-Loire.
En 2010, le climat de la commune est de type climat océanique dégradé des plaines du Centre et du Nord, selon une étude du Centre national de la recherche scientifique s'appuyant sur une série de données couvrant la période 1971-2000. En 2020, Météo-France publie une typologie des climats de la France métropolitaine dans laquelle la commune est dans une zone de transition entre le climat semi-continental et le climat de montagne et est dans la région climatique Bourgogne, vallée de la Saône, caractérisée par un bon ensoleillement (1 900 h/an), un été chaud (18,5 °C), un air sec au printemps et en été et des vents faibles.
Pour la période 1971-2000, la température annuelle moyenne est de 11,4 °C, avec une amplitude thermique annuelle de 17,9 °C. Le cumul annuel moyen de précipitations est de 896 mm, avec 10,6 jours de précipitations en janvier et 7,4 jours en juillet. Pour la période 1991-2020, la température moyenne annuelle observée sur la station météorologique de Météo-France la plus proche, « Mâcon », sur la commune de Charnay-lès-Mâcon à 9 km à vol d'oiseau, est de 12,3 °C et le cumul annuel moyen de précipitations est de 833,7 mm. 
La température maximale relevée sur cette station est de 39,8 °C, atteinte le 13 août 2003 ; la température minimale est de −21,4 °C, atteinte le 15 février 1956,,.
Les paramètres climatiques de la commune ont été estimés pour le milieu du siècle (2041-2070) selon différents scénarios d'émission de gaz à effet de serre à partir des nouvelles projections climatiques de référence DRIAS-2020. Ils sont consultables sur un site dédié publié par Météo-France en novembre 2022.

## Urbanisme

### Typologie
Au 1er janvier 2024, Serrières est catégorisée commune rurale à habitat dispersé, selon la nouvelle grille communale de densité à sept niveaux définie par l'Insee en 2022.
Elle est située hors unité urbaine. Par ailleurs la commune fait partie de l'aire d'attraction de Mâcon, dont elle est une commune de la couronne,. Cette aire, qui regroupe 105 communes, est catégorisée dans les aires de 50 000 à moins de 200 000 habitants,.

### Occupation des sols
L'occupation des sols de la commune, telle qu'elle ressort de la base de données européenne d’occupation biophysique des sols Corine Land Cover (CLC), est marquée par l'importance des territoires agricoles (63,1 % en 2018), une proportion identique à celle de 1990 (63,1 %). La répartition détaillée en 2018 est la suivante : forêts (36,9 %), zones agricoles hétérogènes (30,6 %), prairies (22,3 %), cultures permanentes (10,2 %). L'évolution de l’occupation des sols de la commune et de ses infrastructures peut être observée sur les différentes représentations cartographiques du territoire : la carte de Cassini (XVIIIe siècle), la carte d'état-major (1820-1866) et les cartes ou photos aériennes de l'IGN pour la période actuelle (1950 à aujourd'hui).

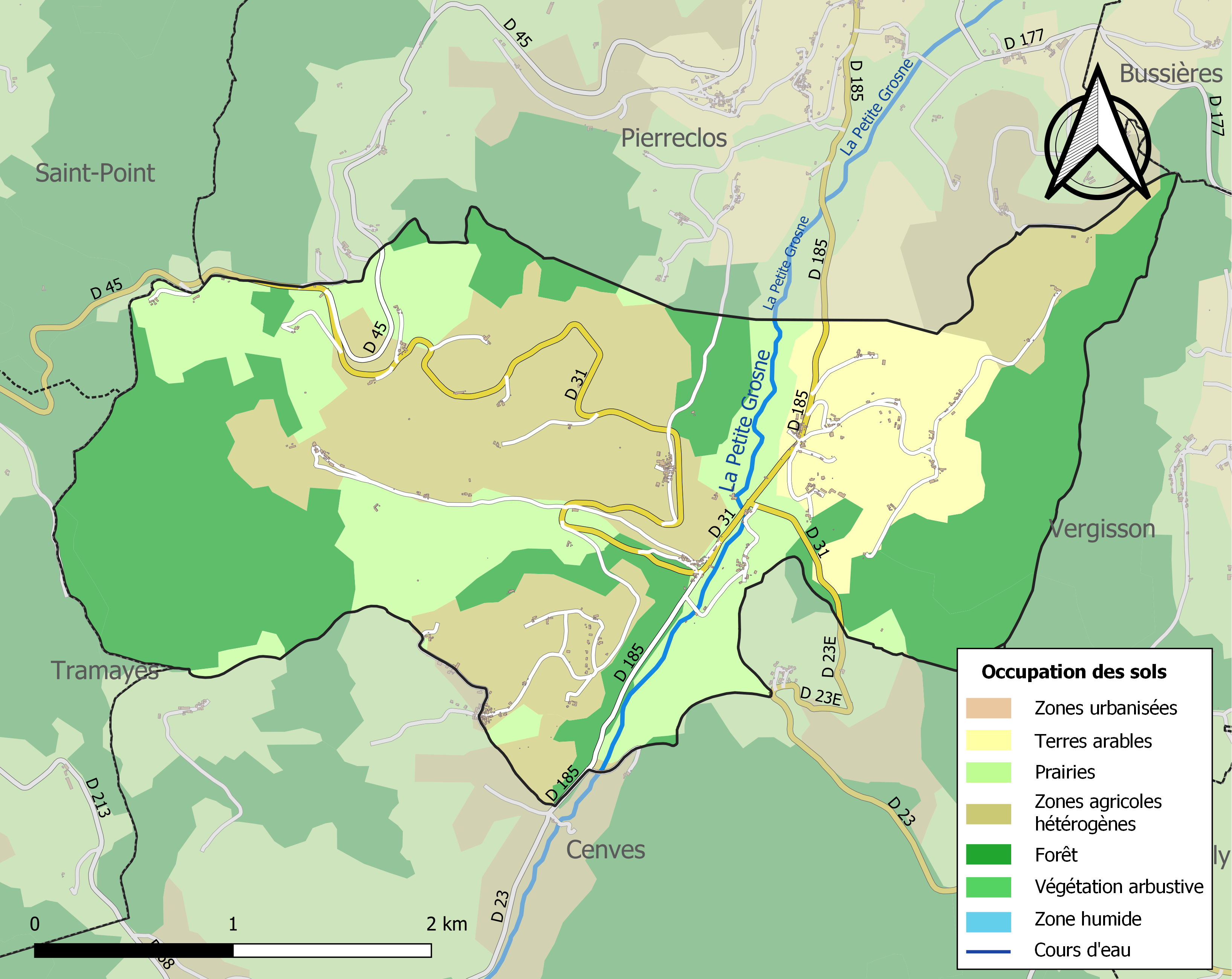
Carte des infrastructures et de l'occupation des sols de la commune en 2018 (CLC).

## Histoire
Possessions seigneuriales :
1400~ seigneurie d'Amédée de Bletterans chevalier et seigneur de Viry (Haute-Savoie) mort en Angleterre.
Noblet d'Anglure.
De la famille Donguy par acquisition de Edme Seyvert, du 29 janvier 1679.
Reprise de fief et dénombrement, du 26 juin 1703, de la seigneurie d'Anglure, par messire Bernard de Noblet, chevalier, comte de Chénelette, seigneur de Montgesson, Esserteaux, Serrières et Milly, lieutenant de messieurs les maréchaux de France, en qualité de mari de dame Jeanne Donguy d'Origny fille de Jean, seigneur d'Anglure, de Mussy, de Bussières, de Boisset, d'Esserteaux, de Serrières et de Milly, qualifié vicomte de Mably, écuyer ordinaire du roi, et de Marie-Anne de Trelon mariée le 19 novembre 1695 avec le marquis de Noblet d'Anglure.
Des Salornay, des Bullion.

## Politique et administration

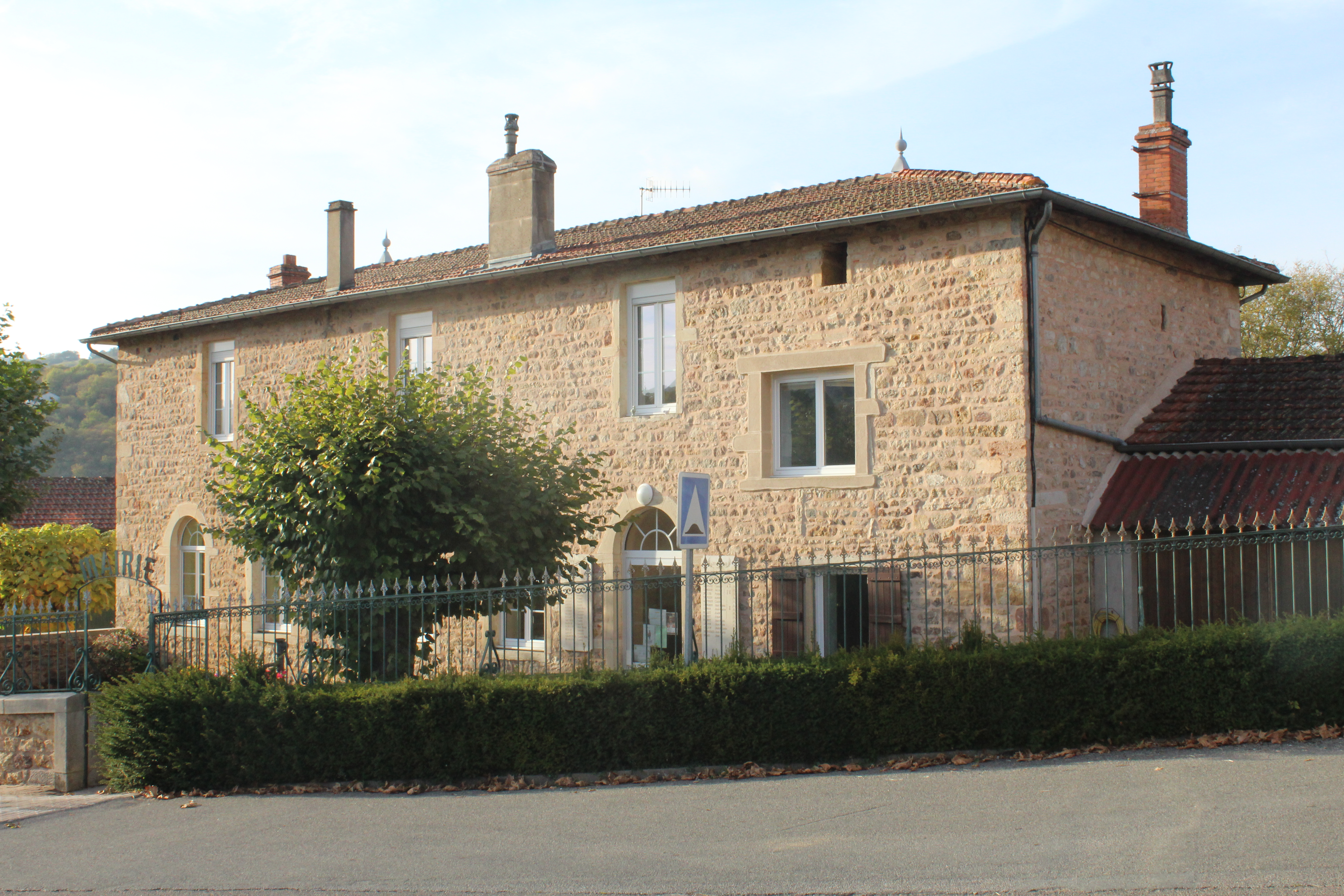
Mairie.

| Période                                  | Période   | Identité          | Étiquette | Qualité                                  |
| ---------------------------------------- | --------- | ----------------- | --------- | ---------------------------------------- |
| ?                                        | ?         | Maurice Jacquet   | SE        |                                          |
| mars 1977                                | mars 2008 | Maurice Benas     | UMP       | Conseiller général du canton de Tramayes |
| mars 2008                                | En cours  | Jean-Noël Bernard |           |                                          |
| Les données manquantes sont à compléter. |           |                   |           |                                          |

## Population et société

### Démographie

Les vignobles du Mâconnais.

L'évolution du nombre d'habitants est connue à travers les recensements de la population effectués dans la commune depuis 1793. Pour les communes de moins de 10 000 habitants, une enquête de recensement portant sur toute la population est réalisée tous les cinq ans, les populations de référence des années intermédiaires étant quant à elles estimées par interpolation ou extrapolation. Pour la commune, le premier recensement exhaustif entrant dans le cadre du nouveau dispositif a été réalisé en 2007.

En 2022, la commune comptait 290 habitants, en évolution de +4,32 % par rapport à 2016 (Saône-et-Loire : −1,06 %, France hors Mayotte : +2,11 %).
| 1793 | 1800 | 1806 | 1821 | 1831 | 1836 | 1841 | 1846 | 1851 |
| ---- | ---- | ---- | ---- | ---- | ---- | ---- | ---- | ---- |
| 635  | 656  | 711  | 720  | 786  | 795  | 765  | 851  | 764  |

| 1856 | 1861 | 1866 | 1872 | 1876 | 1881 | 1886 | 1891 | 1896 |
| ---- | ---- | ---- | ---- | ---- | ---- | ---- | ---- | ---- |
| 733  | 721  | 660  | 586  | 630  | 616  | 606  | 562  | 484  |

| 1901 | 1906 | 1911 | 1921 | 1926 | 1931 | 1936 | 1946 | 1954 |
| ---- | ---- | ---- | ---- | ---- | ---- | ---- | ---- | ---- |
| 478  | 464  | 470  | 398  | 365  | 370  | 348  | 290  | 250  |

| 1962 | 1968 | 1975 | 1982 | 1990 | 1999 | 2006 | 2007 | 2012 |
| ---- | ---- | ---- | ---- | ---- | ---- | ---- | ---- | ---- |
| 262  | 196  | 220  | 261  | 266  | 265  | 289  | 292  | 282  |

| 2017 | 2022 | - | - | - | - | - | - | - |
| ---- | ---- | - | - | - | - | - | - | - |
| 275  | 290  | - | - | - | - | - | - | - |

## Cultes
Serrières appartient à l'une des sept paroisses composant le doyenné de Mâcon (doyenné relevant du diocèse d'Autun) : la paroisse Saint-Vincent en Val-Lamartinien, paroisse qui a son siège à La Roche-Vineuse et qui regroupe quinze villages du Mâconnais.

## Culture locale et patrimoine

### Lieux et monuments

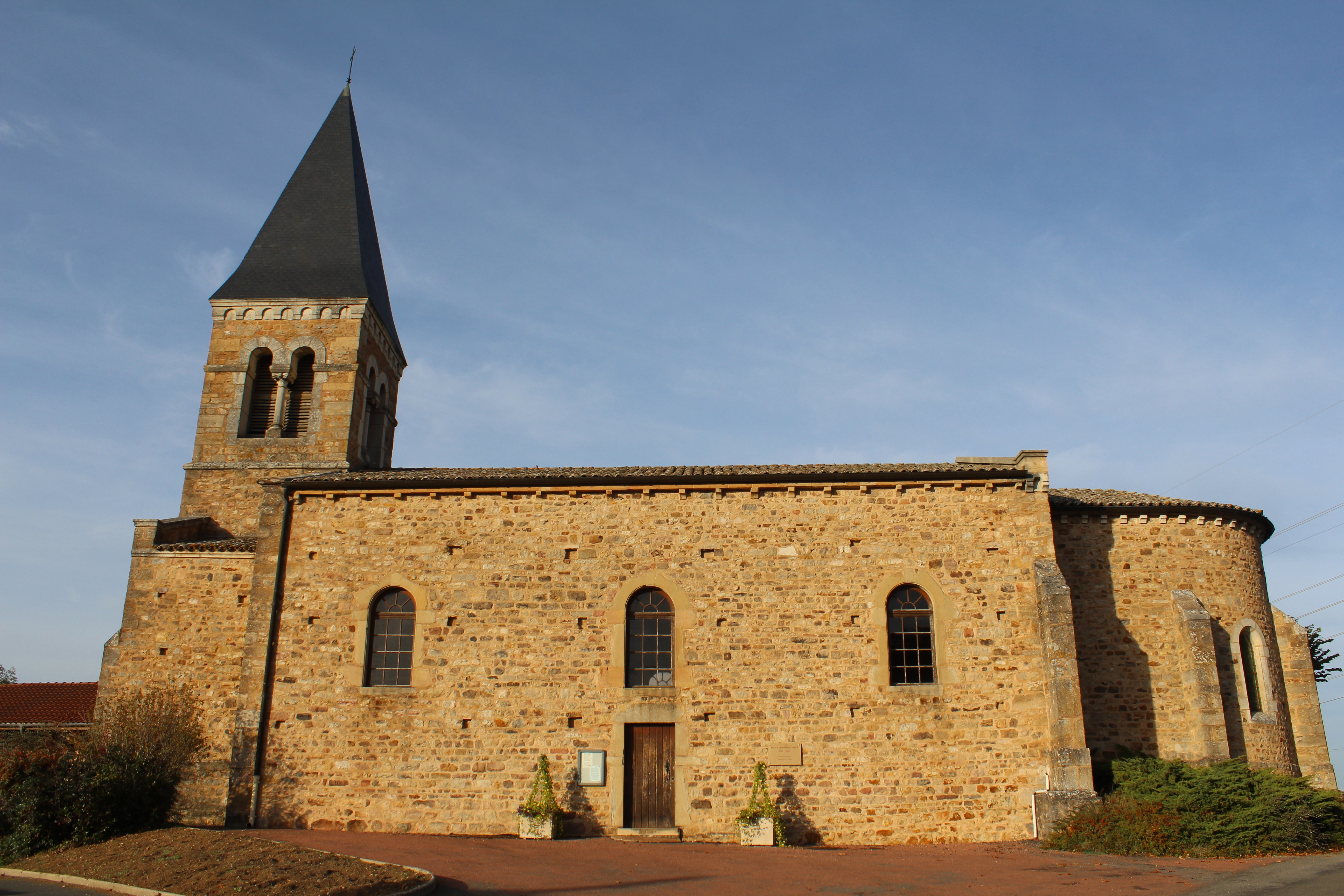
Église Saint-Jacques-le-Majeur.

- Hameaux typiques du Mâconnais (les Guerins, les Monterrains, …) comportant des maisons en pierre datant des XVIIe et XVIIIe siècles.
- Puits anciens.
- Vestige du château de Serrières, il ne reste actuellement qu'une tour, ancienne maison forte citée en 1417-1418, était tenue à l'époque par le parti de Charles VI allié aux Bourguignons, contre le Roi. Réparation du pont levis en 1664[18].
- Église placée sous le vocable de Saint-Jacques-le-Majeur.

### Personnalités liées à la commune
- François Bruys, qui s'est fait connaître par plusieurs ouvrages et surtout par son Histoire des Papes, imprimée à La Haye (1732-1734), est né à Serrières le 7 février 1708 et mort à Dijon le 21 mai 1738[19]. Il est connu sous le pseudonyme de « Chevalier de Plant-Amour »[20].
- Jean Combier (1891-1968) est un photographe et un éditeur de cartes postales français né à Serrières[21].

### Héraldique
| Blason de Serrières | Blason  | D'or au chevron d'azur accompagné, en chef, de deux trèfles de sinople et, e, pointe, d'une écrevisse de gueules posée en pal. |
| Blason de Serrières | Détails | Le statut officiel du blason reste à déterminer.                                                                               |

## Pour approfondir